# Никитаев, Георгий Иванович
Георгий Иванович Никитаев (12 апреля 1919 — 12 июля 2007) — сотрудник советских органов охраны правопорядка, заместитель министра внутренних дел РСФСР, комиссар милиции 2-го ранга (1959).

## Биография
Родился в селе Лазинка ныне Скопинского района Рязанской области. Член ВКП(б).
С декабря 1940 г. работал на заводе № 219 Народного Комиссариата авиационной промышленности технологом. В 1941 г. окончил Московский институт цветных металлов и золота. 
В 1941 г. эвакуировался вместе с заводом в город Куйбышев, работал старшим мастером. Затем на освобожденной комсомольской работе: секретарем комсомольской организации, секретарь Куйбышевского обкома и горкома ВЛКСМ, заведующий Военно-физкультурным отделом ЦК ВЛКСМ.
В органах внутренних дел: с 1951 г.
Занимал должности:
- Заместитель начальника Главного управления милиции МГБ СССР по кадрам (ноябрь 1951 – март 1953 г.);
- Заместитель начальника Главного управления милиции МВД СССР по кадрам (март – май 1953 г.);
- Начальник отдела кадров Главного управления милиции МВД СССР (март 1953 – август 1954 г.);
- Заместитель начальника Главного управления милиции МВД СССР (август 1954 – сентябрь 1959 г.), в 1959 г. окончил Высшую партийную школу при ЦК КПСС;
- Начальник Управления (с 1960 г. – Главного управления) милиции МВД РСФСР (сентябрь 1959 – сентябрь 1961 г.);
- Заместитель министра внутренних дел РСФСР (3 сентября 1959 – 19 сентября 1961 г.);[2].

С 1973 по 1985 годы работал начальником Управления внешних сношений Министерства тракторного и сельскохозяйственного машиностроения СССР.

### Звания
- Комиссар милиции 2-го ранга (29.04.1959);
- Комиссар милиции 3-го ранга (26.07.1954).
- Генерал-лейтенант милиции (23.10.1973);

### Награды
- Орден Красного Знамени
- Орден Трудового Красного Знамени (28.10.1948)
- Орден Красной Звезды (1.07.1945)
- Орден «Знак Почёта»